# Menang (Jambon)
Menang is een bestuurslaag in het regentschap Ponorogo van de provincie Oost-Java, Indonesië. Menang telt 1035 inwoners (volkstelling 2010).